# Ожехово (Куявсько-Поморське воєводство)
Ожехово (пол. Orzechowo, нім. Groß Orsichau) — село в Польщі, у гміні Ринськ Вомбжезького повіту Куявсько-Поморського воєводства.
Населення — 360 осіб (2011).

## Демографія
Демографічна структура станом на 31 березня 2011 року:
|          | Загалом | Допрацездатний вік | Працездатний вік | Постпрацездатний вік |
| -------- | ------- | ------------------ | ---------------- | -------------------- |
| Чоловіки | 179     | 43                 | 120              | 16                   |
| Жінки    | 181     | 45                 | 102              | 34                   |
| Разом    | 360     | 88                 | 222              | 50                   |